# Acide H
L'acide H est le nom trivial donné à l'acide 1-naphtol-8-amino-3,6-disulfonique. Ce composé appartient à la famille des « acides de lettre (de) », un groupe de dérivés de l'acide naphtalènesulfonique, importants intermédiaires dans la synthèse industrielle de colorants organiques solubles dans l'eau.
L'acide H est produit, commercialisé et utilisé sous forme de sel monosodique.

## Historique
L'acide H a été découvert par le chimiste allemand Meinhard Hoffmann, directeur technique de Cassella Farbwerke Mainkur, un des principaux fabricants mondiaux de colorants synthétiques entre la fin du XIXe siècle et la Première Guerre mondiale.

## Propriétés
Le sel monosodique de l'acide H se présente sous la forme d'une poudre beige inodore, peu soluble dans l'eau et très peu inflammable.

## Synthèse
La production d'acide H est un processus à plusieurs étapes dans lequel le naphtalène (1) est d'abord sulforné avec de l'oléum (acide sulfurique fumant). L'acide naphtalène-1,3,6-trisulfonique (2) ainsi obtenu est ensuite nitré par l'action de l'acide nitrique en acide 1-nitro-3,6,8-trisulfonique (3). Il est ensuite réduit avec du fer en acide 1-aminonaphtalène-2,6,8-trisulfonique — « acide T » — (4). Celui-ci est alors isolé puis mis à réagir avec une solution d'hydroxyde de sodium sous pression. L'acide H (5) résultant est isolé sous forme de sel monosodique.
Le rendement de la dernière étape est de 70-72 %. L'acide 3-hydroxy-8-aminonaphtalène-1,6-disulfonique (« acide W ») et l'acide chromotropique font partie des sous-produits de cette synthèse. L'acide 1-nitro-3,6,8-trisulfonique peut également être hydrogéné catalytiquement en acide 1-amino-3,6,8-trisulfonique.

## Utilisations
L'acide H est un composant de couplage largement utilisé pour la production de colorants azoïques. Le couplage à l'acide H peut être effectué deux fois, d'abord par voie acide (solution de couplage avec un pH < 3) dans le cycle amine (chromophores rouges), puis par voie basique dans le cycle phénol (chromophores bleus). Les colorants bisazoïques primaires sont accessibles à partir de l'acide H.